# タカヘ
タカヘ（マオリ語: takahē; 学名：Porphyrio hochstetteri）は、ツル目クイナ科に分類される鳥類の一種。かつては独立したノトルニス(Notornis)属に分類されていたが、後に、同じクイナ科のセイケイから進化したことが判明。Notornisは学名としては使われなくなった。

## 分布
ニュージーランド

## 形態

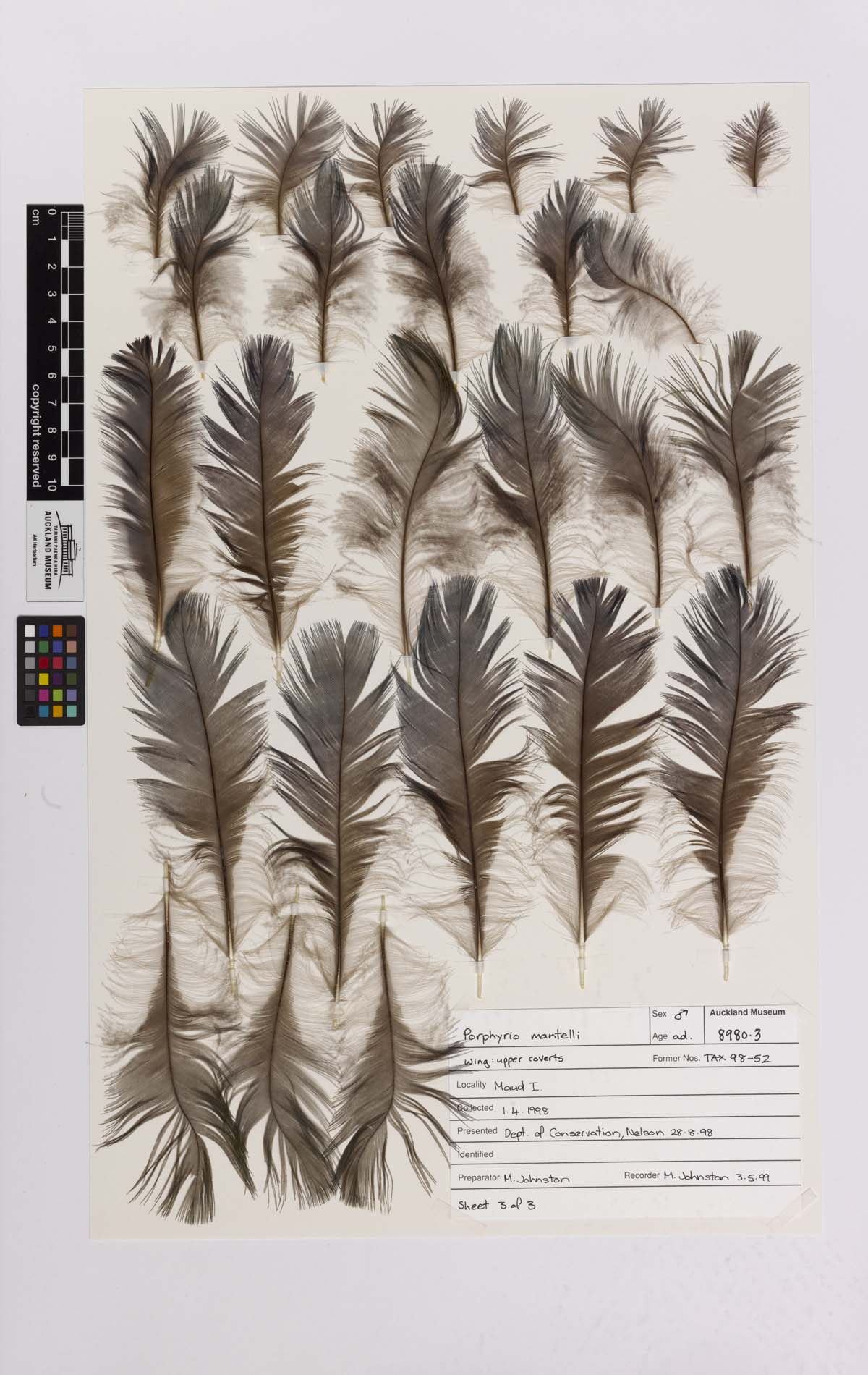
羽毛

全長50-63cm、ニワトリくらいの大きさ。体重2-3kgと、現生のクイナ科では世界最大。同じクイナ科のセイケイにごく近縁だが、より骨太でがっしりしており、上下に厚い嘴と地上生活に適した太い脚を持つ。翼が退化していて飛ぶことができない。羽毛は青や緑を呈し、成鳥でより鮮やかである。

## 亜種
- Porphyrio mantelli mantelli (Owen ,1848) ニュージーランド北島に生息していたが、すでに絶滅。モホ（Moho）とも呼ばれた。
- Porphyrio mantelli hochstetteri (A.B.Meyer ,1883) ニュージーランド南島に生息。

## 生態
山地や森林の草地に単独か小さな家族群で棲む。

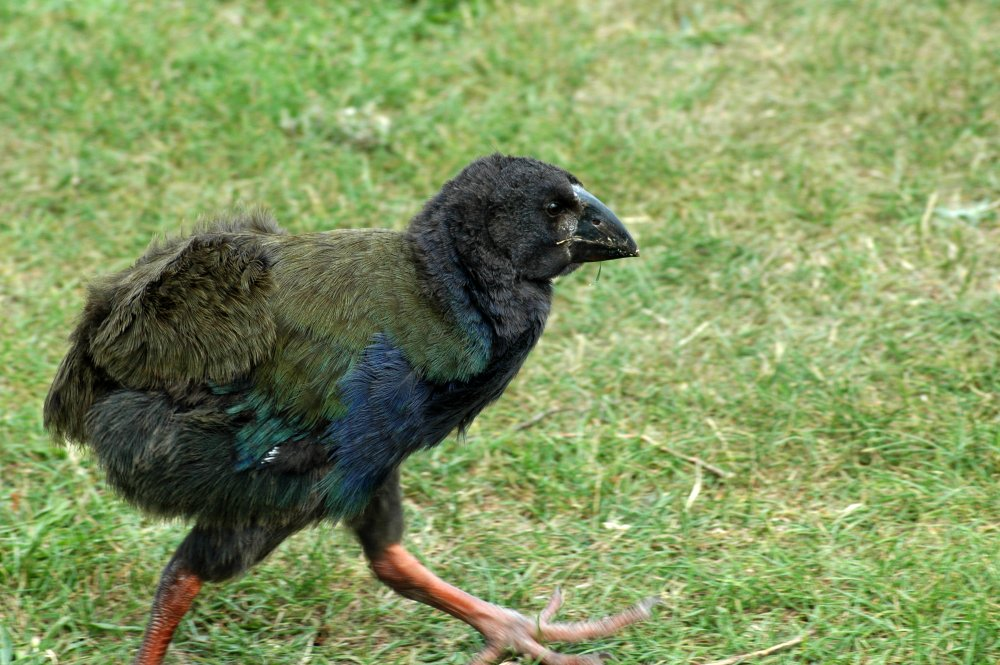
タカヘの幼い子

餌は草の芽や若草の茎、草の実などほとんど植物質だが、無脊椎動物や爬虫類を捕食することもある。片足で器用に草を掴み、嘴で食べられない箇所を取り除いてから摂食する。
繁殖期は主に10-12月で、地面に窪みを作り枯草などを敷いて巣を作る。卵数は通常2個で、抱卵日数は29-31日。雛は孵化直後に巣立ち、通常生後2年で性成熟するが、1歳の個体は親鳥の子育ての手助けを行う（ヘルパー）。

## 人間との関係
ニュージーランドに初めて到達した人間はマオリの人々であり、それは9世紀頃のことであったとされるが、以来、とりわけ18世紀末にヨーロッパ系白人が到来して以降は、彼らの持ち込んだ動物（ネコやオコジョのような捕食者、シカなどの競合相手）や、白人系移民による牧場開発などに伴う環境破壊の影響で個体数が激減し、その後絶滅したと見られていた。しかし1948年になって少数が生き残っていることが判明。現在は保護区が制定され、飼育下での繁殖の取り組みも行われているが、ニュージーランドに棲息する他種の鳥類ともども、絶滅の危険性は未だに払拭されていない。
2020年代には約500羽まで個体数が回復。2023年8月23日、ニュージーランドのワイマオリ渓谷で18羽が放鳥された。